# Piliers de l'islam

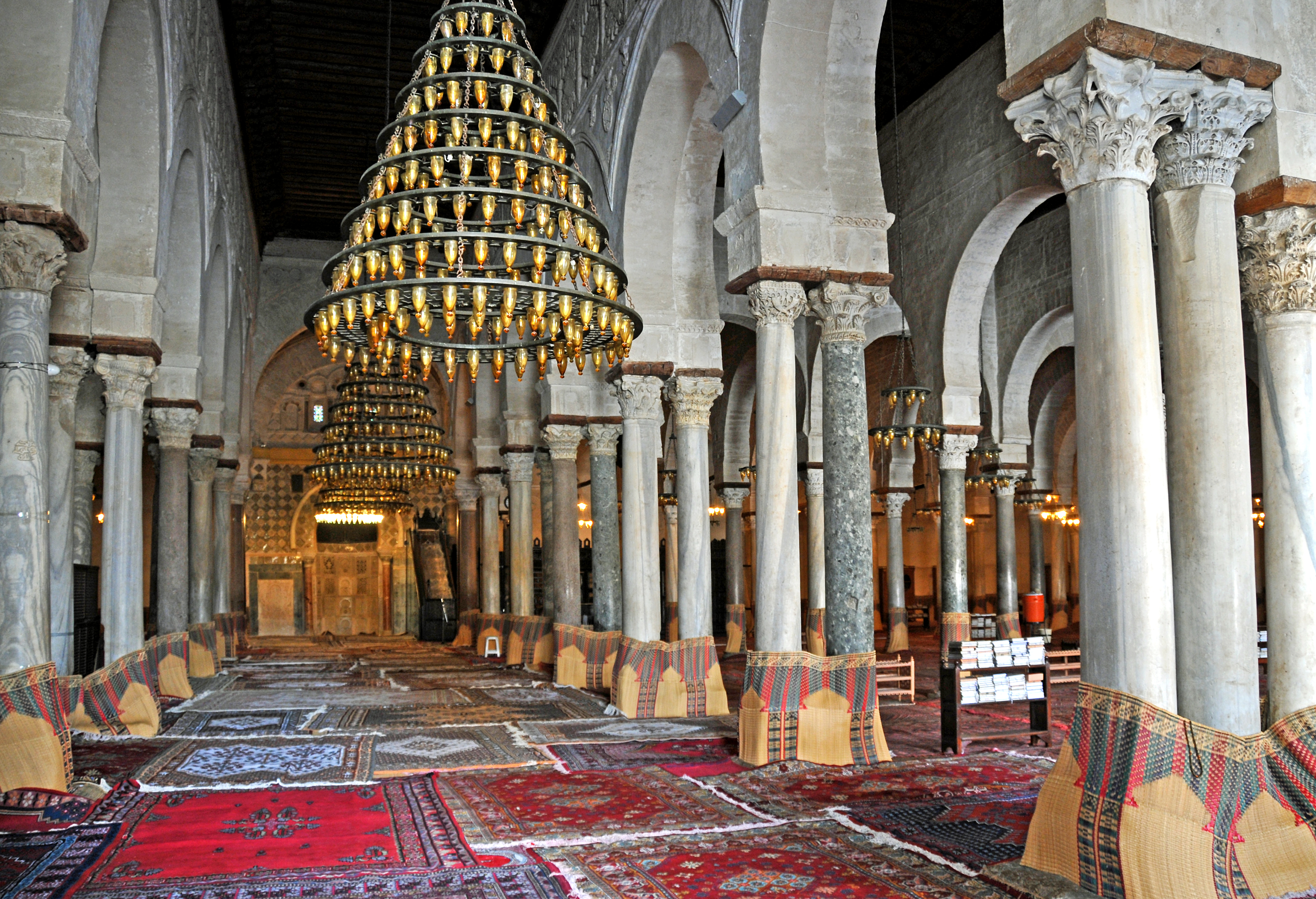
Vue de l'intérieur de la salle de prière de la grande mosquée de Kairouan (en Tunisie) ; au fond se trouve le mihrab (niche indiquant la direction de la prière). La prière est l'un des cinq piliers de l'islam,.

Les piliers de l'islam sont les devoirs que tout musulman doit accomplir. Ces devoirs ne sont pas présentés en tant que tels dans le Coran comme le sont les Dix Commandements dans la Bible. 
Les plus notables et respectés sont au nombre de cinq. Ils sont mentionnés dans un hadith prophétique rapporté par Mouhammad al-Boukhârî et Muslim ibn al-Hajjaj : « L'islam est bâti sur cinq piliers : l'attestation qu'il n'y a pas d'autre divinité qui mérite d'être adorée si ce n'est Allah et que Mahomet est le Messager d'Allah, l'accomplissement de la prière, le fait de s'acquitter de la zakat, le fait de jeûner le Ramadan et le hajj. »
Si les devoirs des musulmans ne se limitent pas à ces cinq piliers, leur mise en application est impérative.

## Origines
Tout musulman doit normalement respecter des obligations de culte pouvant prendre le nom de « piliers de l'islam » (arabe : أركان الإسلام, arkān al-Islām). Si ces commandements sont d'origine coranique, leur mise en place s'étend sur les trois premiers siècles de l'islam au cours desquels les écoles juridiques vont peu à peu préciser le contenu de ces cinq piliers. Ainsi, la forme de la Chahada évolue après la mort de Mahomet et certains aspects de la Salat sont encore discutés au IXe siècle. Leur fixation au nombre de cinq fait référence au hadith mentionné en introduction, selon lequel « L'islam est bâti sur cinq piliers ».
Pour Mohammad Ali Amir-Moezzi, « on n’a d’ailleurs pas encore mesuré le poids de l’influence manichéenne en islam. J’ai l’habitude de rappeler que 4 des 5 piliers de l’islam semblent avoir des antécédents chez les manichéens : la profession de foi, les cinq prières quotidiennes, un mois de jeûne par an, l’aumône, tout cela fait partie des fondements du manichéisme et se retrouve en islam. Le chiisme sert de catalyseur et de porte d’entrée à de multiples influences qui vont ensuite imprégner l’islam parfois dans son intégralité. »

## Sunnisme
Dans le sunnisme, conjointement aux six articles de la profession de foi (`Aqida), les cinq piliers de l'Islam sont des obligations importantes qui doivent être respectées par tout pratiquant responsable (pubère, sain d'esprit et ayant entendu l'appel de l'islam). Ces cinq piliers sont :
1. L'attestation de foi en l'existence et l'unicité de Dieu, et en la prophétie de Mahomet (chahada) ;
2. Les cinq prières quotidiennes (salat) ;
3. L'aumône (zakat) aux nécessiteux dans les proportions prescrites en fonction de ses moyens ;
4. Le jeûne du mois de ramadan (saoum ou siyam), qui dure de l'aube au coucher du soleil ;
5. Le pèlerinage à La Mecque (hajj), qui doit s'effectuer au moins une fois dans sa vie, si le croyant en a les moyens physiques et matériels.

Le sens initiatique et symbolique de ces cinq piliers a été développé, à partir de la tradition soufie, par Abdennour Bidar comme autant de formes du dhikr d'Allâh, c'est-à-dire comme des pratiques spirituelles dont la finalité commune est le « souvenir » ou le « rappel », la prise de conscience permettant « de reconnaître Allâh en soi et en toute chose », sans associé à sa réalité unique, une et infinie. Selon Abdennour Bidar, 

« 1. Le Témoignage (Shahâdat) permet d'aller vers la vision d'Allâh - par lui-même en nous-mêmes - grâce à l'exercice du dhikr d'Allâh par l'invocation régulière de ses Noms, de ses Miséricordes et du modèle du prophète. La vision finale d'Allâh dans le dhikr du témoigange est celle d'Allâh qui se souvient lui-même de lui-même.
2. La prière permet d'aller vers la vision d'Allâh - par lui-même en nous-mêmes - par le dhikr de quatre stations corporelles qui symbolisent l'union progressive puis décisive entre l'humain et le divin, Allâh et son serviteur (cabd). La vision finale d'Allâh dans la prière est celle d'Allâh qui prie pour se rejoindre lui-même.
3. L'aumône permet d'aller vers la vision d'Allâh - par lui-même en nous-mêmes - par le dhikr de la reconnaissance de Son Don dans tout ce que la vie nous donne, et comme réalité aussi de nos propres aumônes. La vision finale d'Allâh dans l'aumône est celle d'Allâh qui donne comme Donateur suprême.
4. Le jeûne permet d'aller vers la vision d'Allâh - par lui-même en nous-mêmes - par le dhikr de l'abstinence intérieure de toute autre nourriture que la présence du Miséricordieux. La vision finale d'Allâh dans le jeûne est celle d'Allâh comme seule nourriture essentielle à notre existence.
5. Le pèlerinage permet d'aller vers la vision d'Allâh - par lui-même en nous-mêmes - par le dhikr du voyage de notre vie tout entière vers Allâh, c'est-à-dire par le retour de notre exil loin de sa Présence. La vision finale d'Allâh dans le pèlerinage est celle d'Allâh qui revient vers lui-même après s'être déployé dans les univers, distribué sans s'y diviser, et tel est le secret de la parole que nous prononçons face au destin et au moment de notre mort : En vérité c'est d'Allâh que nous venons et c'est à lui que nous revenons (Innâ Lillâhi wa innâ ilayhi râji 'ôun) (Coran, sourate Al-Baqara, 156). »

## Chiisme
Dans le chiisme, on distinguera l'approche du chiisme duodécimain et celle des chiites ismaéliens.

### Les Duodécimains
La doctrine des chiites duodécimains inclut les cinq piliers, mais par ailleurs la profession de foi chiite distingue cinq principes relevant des croyances (Usūl al-Dīn), et dix principes relevant de la pratique (Furū al-Dīn),. Les cinq principes relevant de la croyance sont :
- l'unicité de Dieu (tawhid) ;
- la justice de Dieu ('adl);
- l'envoi par Dieu de ses messages à l'humanité via les prophètes (nubuwwah) ;
- la désignation par Dieu de guides qui désignent leurs successeurs avant leur mort (imamat) ;
- le jour du jugement dernier, ou jour de la résurrection (qiyama).

Les dix principes relevant de la pratique sont :
- le respect de la jurisprudence (taqlid) ou de l'avis des juristes compétents (mujtahid) ;
- la purification par les ablutions (tahara) ;
- les cinq prières quotidiennes (salat)[12] ;
- le jeûne du mois de ramadan ;
- le pèlerinage à La Mecque (hajj) ;
- l'aumône aux pauvres (zakât) ;
- l'impôt sur la fortune (khoms), correspondant aux 20 % du revenu n'émanant pas d'un travail ou un héritage (dons, offrandes récompenses, primes…) ;
- le djihad (« lutte ») : le grand djihad (ou djihad intérieur) consiste dans les luttes et les efforts que doit faire une âme face au mal, tandis que le « petit djihad » (ou jihad extérieur) est constitué des combats ou efforts que le croyant doit faire vis-à-vis de l'environnement et différents aspects de sa propre vie ;
- l'ordonnancement du bien et l'interdiction du mal (al-ʿamr bi-l maʿrūf wa-n nahy ʿan al-munkar)) ;
- la loyauté envers la maison du prophète (ahl al-bayt) et désaveu de ses ennemis (tawallâ & tabarra), similaire au al-wala' wal-bara'.

### Les Ismaéliens
Dans la communauté ismaélienne des Bohras, au Gujarat, les adeptes suivent la jurisprudence des Fatimides, qui reconnaît sept piliers: les cinq piliers sunnites, mais avec la shahada qui est remplacée par la walayah, c'est-à-dire « l'amour et la dévotion » envers Allah, Mahomet, l'imam et le dâ'i (il s'agit là du premier et du plus important pilier de la série), à quoi on ajoute encore la pureté ainsi que le djihad. On a donc :
- amour et dévotion envers Allah, le Prophète, l'imam et le dâ'i (walayah) ;
- pureté et propreté (tahara)
- prière quotidienne (salat) ;
- l'aumône (zakât) ;
- le jeûne (ramadân) ;
- le pèlerinage (hajj) ;
- le djihad (« lutte »), au sens coranique (« la foi sans œuvres est morte »).

Cependant certains ne reconnaissent que six piliers, laissant de côté le jihad (mais aussi l'allégeance aux imams dans la walayah)[réf. nécessaire].

#### Livres pour enfants
- Lyess Chacal, Les cinq piliers de l'Islam, Paris, Éd. Albouraq, coll. « Jeunesse » , 2008, 59 p.  (ISBN 2-841-61366-6)
- A. Temimi, Les cinq piliers de l'islam, éd. Publisud, coll. « Raconte-moi » 1997, 55 p.  (ISBN 978-2-866-00266-4)